# Łukasz Burliga
Łukasz Burliga (nascut el 15 de maig de 1988 en Sucha Beskidzka) és un futbolista polonès que actualment juga pel Wisła Kraków.